# Gurabo Abajo
Gurabo Abajo es un barrio ubicado en el pueblo de municipio de Juncos en el estado libre asociado de Puerto Rico, Estados Unidos . En el Censo de 2010 tenía una población de 4857 habitantes y una densidad poblacional de 325,46 personas por km².

## Geografía
Gurabo Abajo se encuentra ubicado en las coordenadas 18°15′16″N 65°54′33″O / 18.25444, -65.90917. Según la Oficina del Censo de los Estados Unidos, Gurabo Abajo tiene una superficie total de 14.92 km², de la cual 14.82 km² corresponden a tierra firme y (0.68%) 0.1 km² es agua.

## Demografía
Según el censo de 2010, había 4857 personas residiendo en Gurabo Abajo. La densidad de población era de 325,46 hab./km². De los 4857 habitantes, Gurabo Abajo estaba compuesto por el 67.74% blancos, el 19.56% eran afroamericanos, el 0.56% eran amerindios, el 0.04% eran asiáticos, el 7.99% eran de otras razas y el 4.12% pertenecían a dos o más razas. Del total de la población el 99.32% eran hispanos o latinos de cualquier raza.